# Prisoner (Love Theme from Eyes of Laura Mars)
«Prisoner (Love Theme from Eyes of Laura Mars)» — песня, записанная американской певицей Барброй Стрейзанд специально для фильма «Глаза Лауры Марс» в 1978 году.

## О песне
Авторами песни стали Карен Лоуренс и Джон Десотелс, продюсером записи выступил Гэри Кляйн. Изначально предполагалось, что в фильме «Глаза Лауры Марс» Стрейзанд сыграет главную роль, однако она отказалась от роли, ограничившись записью песни.
Песня была выпущена в качестве сингла в июле 1978 года вместе со сборником саундтреков к фильму, сам фильм вышел в начале августа. Песня добралась до 21-го места в чарте Billboard Hot 100 и до 48-го в чарте Adult Contemporary.
Невысокая позиция песни в чартах, несмотря на активный промоушн, возможно связна с тем, что в это же время была выпущена другая песня Стрейзанд, «Songbird» из одноимённого альбома. В итоге певица сама с собой конкурировала в чартах продаж, вследствие чего ни одна из песен не смогла достичь успеха.

## Чарты
| Чарт (1978)                        | Высшая позиция |
| ---------------------------------- | -------------- |
| Канада (RPM Top Singles)           | 48             |
| Канада (RPM Adult Contemporary)    | 28             |
| США (Billboard Hot 100)            | 21             |
| США (Billboard Adult Contemporary) | 48             |
| США (Cash Box Top 100)             | 35             |

## Кавер-версии
- В 1981 году саксофонист Арт Пеппер записал инструментальную версию песни для альбома Winter Moon.
- В 1984 году певица Элейн Пейдж записала свою версию песни для альбома Cinema.
- В 2006 году исполнитель shaz OYE представил свою версию песни на альбоме Truth according to shaz OYE.